# عصام ياسين
عصام ياسين عباس من مواليد 11 مارس 1987، لاعب كرة قدم عراقي. لعب مع نادي الأمانة السوري و هو يلعب حاليا مع نادي الأمانة. بدأ باللعب مع منتخب العراق لكرة القدم في 2009، وشارك معه في بطولة كأس القارات 2009.

## روابط خارجية
- عصام ياسين على موقع الاتحاد الدولي (مؤرشف)  (الإنجليزية)
- عصام ياسين على موقع قاعدة بيانات كرة القدم.إي يو (الإنجليزية)
- عصام ياسين على موقع قاعدة بيانات كرة القدم.إي يو (الإنجليزية)
- عصام ياسين على موقع ناشيونال فوتبول تيمز (الإنجليزية)
- عصام ياسين على موقع كووورة